# Anilocra brillae
Anilocra brillae es una especie de crustáceo isópodo marino del género Anilocra, familia Cymothoidae.
Fue descrita científicamente por Welicky, Hadfield, Sikkel & Smit en 2017.

## Distribución
Esta especie se encuentra en el Caribe.